# Тумуаялії Анае
Тумуаялії Анае  (англ. Tumuaialii "Tumua" Anae; 16 жовтня 1988) — американська ватерполістка, олімпійська чемпіонка.

## Виступи на Олімпіадах
| Олімпіада   | Дисципліна                    | Місце |
| ----------- | ----------------------------- | ----- |
| Лондон 2012 | водне поло (запасний воротар) | 1     |